# Велика Лінина
Вели́ка Лінина́ — село в Україні, у Самбірському районі Львівської області. Населення становить 1299 осіб. Орган місцевого самоврядування — Старосамбірська міська рада.
У 1928 році в селі проживало 1368 осіб, серед яких було 9 родин євреїв.
Село розташоване в межах регіонального ландшафтного парку «Верхньодністровські Бескиди».

## Географія
У селі потоки Щубранів та Солючка впадають у річку Лінинку.

## Храм
У селі є церква Святої Тройці. Належить вона громаді ПЦУ.